# Султанбекова, Айгерим Султанбековна
Айгерим Султанбековна Султанбекова (род. 20 октября 1999 года, Джалал-Абад, Кыргызстан) — российская спортсменка, борец вольного стиля. Призёрка чемпионата России 2021. Мастер спорта России по вольной борьбе.

## Биография
Айгерим родилась 20 октября 1999 года на юге Кыргызстана в городе Джалал-Абад. Начала заниматься вольной борьбой с 14 лет под руководством своего первого тренера Михаила Суханкина. Является воспитанницей МГФСО «Витязь» (Москва).

## Спортивная карьера
Айгерим является обладательницей бронзовой медали первенства России среди юниорок (до 20 лет) в весе до 53 кг. В мае 2021 года она пришла третьей на предолимпийском чемпионате России в весовой категории до 55 кг, который прошёл в Улан-Удэ (Бурятия). В сентябре 2021 года она выиграла на турнире памяти Александра Медведя в Минске (Белоруссия), победив в финале местному спортсменку Марию Гулиду. В апреле 2022 года она выиграла турнир памяти Василия Чапаева в городе Чебоксары (Чувашия). В мае 2023 года Айгерим стала первой на Национальной студенческой лиги в весе до 55 кг.

## Спортивные достижения
- Первенство России среди юниорок 2018 — ;
- Чемпионат России 2021 — ;
- Гран-при Александр Медведь 2021 — ;

## Личная информация
Султанбекова является студенткой Московского государственного университета спорта и туризма.